# 마쓰노 라이조
마쓰노 라이조(일본어: 松野 頼三, 1917년 2월 12일~2006년 5월 10일)는 15선 중의원 의원을 지낸 일본의 정치인이다.
아버지 마쓰노 쓰루헤이는 7선 중의원 의원과 3선 참의원 의원을 지냈으며 장남 마쓰노 요리히사는 6선 중의원 의원을 지냈다.

## 생애
1917년 2월 12일에 지금의 구마모토현 야마가시에서 마쓰노 쓰루헤이의 3남으로 태어났다. 구제 아자부 중학교를 거쳐 게이오기주쿠 대학 법학부 정치학과를 졸업한 뒤 히타치 제작소에 입사했다. 그러다 1940년에 해군경리학교에 입학하여 해군 장교가 되었다. 제2차 세계 대전이 끝날 무렵의 계급은 해군 주계소좌.
전후에 중의원 의원이던 아버지가 공직 추방을 당하자 대신 정계에 진출했다. 내각총리대신 요시다 시게루의 비서관을 거쳐 1947년 4월 총선에 일본자유당의 공천을 받아 출마해 당선됐다. 1955년 보수합동으로 자유민주당 소속이 되었다.
1958년 6월 제2차 기시 내각이 출범하자 총리부 총무장관으로 처음 입각했으며 1959년 6월에 제2차 기시 내각 (개조)이 발족하자 노동상으로 자리를 옮겼다. 1965년 6월에 발족한 제1차 사토 내각 (제1차 개조)에서 방위청 장관으로 입각했으며 1966년 8월에 제1차 사토 내각 (제2차 개조)이 출범하자 농림상으로 자리를 옮겼다.
농림상으로 재직중이던 1966년에 신혼인 딸 부부와 함께 라스베이거스 등을 관비로 여행한 사실이 발각됐다. 검은 안개 사건으로 정국이 뒤숭숭한 시점이라 사토 에이사쿠는 제1차 사토 내각 (제3차 개조)을 꾸려야 했고 마쓰노는 농림상에서 물러났다.
1972년에 사토가 총재에서 물러나면서 후계 자리를 놓고 다나카 가쿠에이와 후쿠다 다케오 사이에서 각복전쟁이 발생했다. 마쓰노는 사토의 의향을 좇아 후쿠다를 지지했지만 다나카가 총재 선거에서 승리했다. 하지만 금맥 문제로 2년 만에 다나카가 총재직에서 내려오고 미키 다케오가 총재가 되자 마쓰노는 후쿠다의 지지를 받고 자유민주당 정무조사회장으로 추대됐다.
하지만 록히드 사건과 당내 개혁을 둘러싸고 정쟁이 격화하면서 미키 끌어내리기가 시작됐다. 마쓰노는 미키를 지지했기에 자연스럽게 후쿠다와는 소원해졌다. 이에 미키는 마쓰노를 나카소네 야스히로의 후임 간사장으로 기용하려 했으나 후쿠다와 오히라 마사요시가 반대하면서 대신 자유민주당 총무회장이 되었다. 이후 마쓰노는 후쿠다파를 탈퇴했다. 후쿠다파로부터 많은 비판을 받았는데 이때 맹우였던 고이즈미 준야의 아들인 초선 의원 고이즈미 준이치로는 마쓰노를 비판하지 않았다.
1979년에 더글러스-그러먼 사건이 발각되고 닛쇼 이와이로부터 다액의 금전을 수령한 인물이 마쓰노라는 얘기가 오르내렸고 국회에 소환된 마쓰노는 정치 헌금으로 5억 엔을 받았음을 인정했다. 이후 7월 25일에 의원직에서 물러난 뒤 자민당을 탈당했다. 10월 7일에 치러진 총선에 무소속으로 출마했지만 낙선했다. 하지만 1980년 6월에 치러진 총선에서 최하위로 당선하는 데 성공했고 이후 자민당에도 복당했다. 1984년 총재 선거를 앞두고 니카이도 스스무를 옹립하려는 니카이도 옹립 구상에 참여했다. 두 사람은 규슈 출신이고 사토파에서 함께 간부를 역임했기에 가까운 사이였지만 옹립 구상은 실패로 끝났다.
1990년 총선에서 낙선하자 그대로 정계를 은퇴했다. 이후 호소카와 모리히로를 지지했으며 호소카와가 은퇴한 뒤에는 장남 마쓰노 요리히사의 정치 활동을 도왔다. 2001년에 고이즈미가 총재가 되자 스승 역할을 하며 적극적으로 언론에 등장했다.
2006년 5월 10일에 심부전으로 도쿄도 미나토구의 한 병원에서 사망했다. 향년 89세. 입원 2, 3일 전에 위장 통증을 호소했는데 실제론 심장에 문제가 있었다. 이에 병원측에서 심장 마사지를 했지만 효과를 보지 못한 채 사망했다. 사후에 정3위에 추서됐으며 욱일대수장도 추증됐다.

## 역대 선거 기록
|  | 15.71% |

|  | 20.75% |

|  | 13.74% |

|  | 14.98% |

|  | 13.79% |

|  | 20.74% |

|  | 20.48% |

|  | 20.86% |

|  | 19.66% |

|  | 17.45% |

|  | 16.86% |

|  | 17.46% |

|  | 12.45% |

|  | 14.96% |

|  | 14.94% |

|  | 13.29% |

|  | 12.2% |

| 전임 이마마쓰 지로 | 제2대 총리부 총무장관 1958년 6월 12일~1959년 6월 18일 | 후임 후쿠다 도쿠야스 |

| 전임 구라이시 다다오 | 제16대 노동대신 1959년 6월 18일~1960년 7월 19일 | 후임 이시다 히로히데 |

| 전임 고이즈미 준야 | 제20대 방위청 장관 1965년 6월 3일~1966년 8월 1일 | 후임 간바야시야마 에이키치 |

| 전임 사카타 에이이치 | 제36대 농림대신 1966년 8월 1일~1966년 12월 3일 | 후임 구라이시 다다오 |